# 朗德斯普林斯鎮區 (堪薩斯州米切爾縣)
朗德斯普林斯鎮區（英語：Round Springs Township）為美國堪薩斯州米切爾縣轄下的鎮區。2010年美国人口普查中該鎮區人口有24人。

## 地理
朗德斯普林斯鎮區涵蓋總面積為92.89平方（35.87平方英里），其中92.87平方（35.86平方英里）為陸地，0.02平方（0.0077平方英里）或0.02%為水域。海拔高度425（1,394英尺）。

## 人口統計
根據2010年美國人口普查，朗德斯普林斯鎮區人口有24人，住房13戶，人口密度為0.26人/每平方公里。此鎮區居民之種族中，白人有24人，非裔美國人有0人，美洲原住民有0人，亞裔美國人有0人，太平洋島裔美國人有0人，其他種族有0人，混血種族則有0人。此外此鎮區有0人為西班牙裔或拉丁裔美國人。

## 交通

### 主要公路
- 14號堪薩斯州州道